# Muzyka dlja dekabrja
Muzyka dlja dekabrja (russisk: Музыка для декабря) er en russisk spillefilm fra 1995 af Ivan Dykhovitjnyj.

## Medvirkende
- Gregory Hlady som Larin
- Viktor Bytjkov
- Nikolaj Tjindjajkin som Samojlov
- Dmitrij Dykhovitjnyj som Dima
- Sergej Kalvarskij